# 特维尔大道

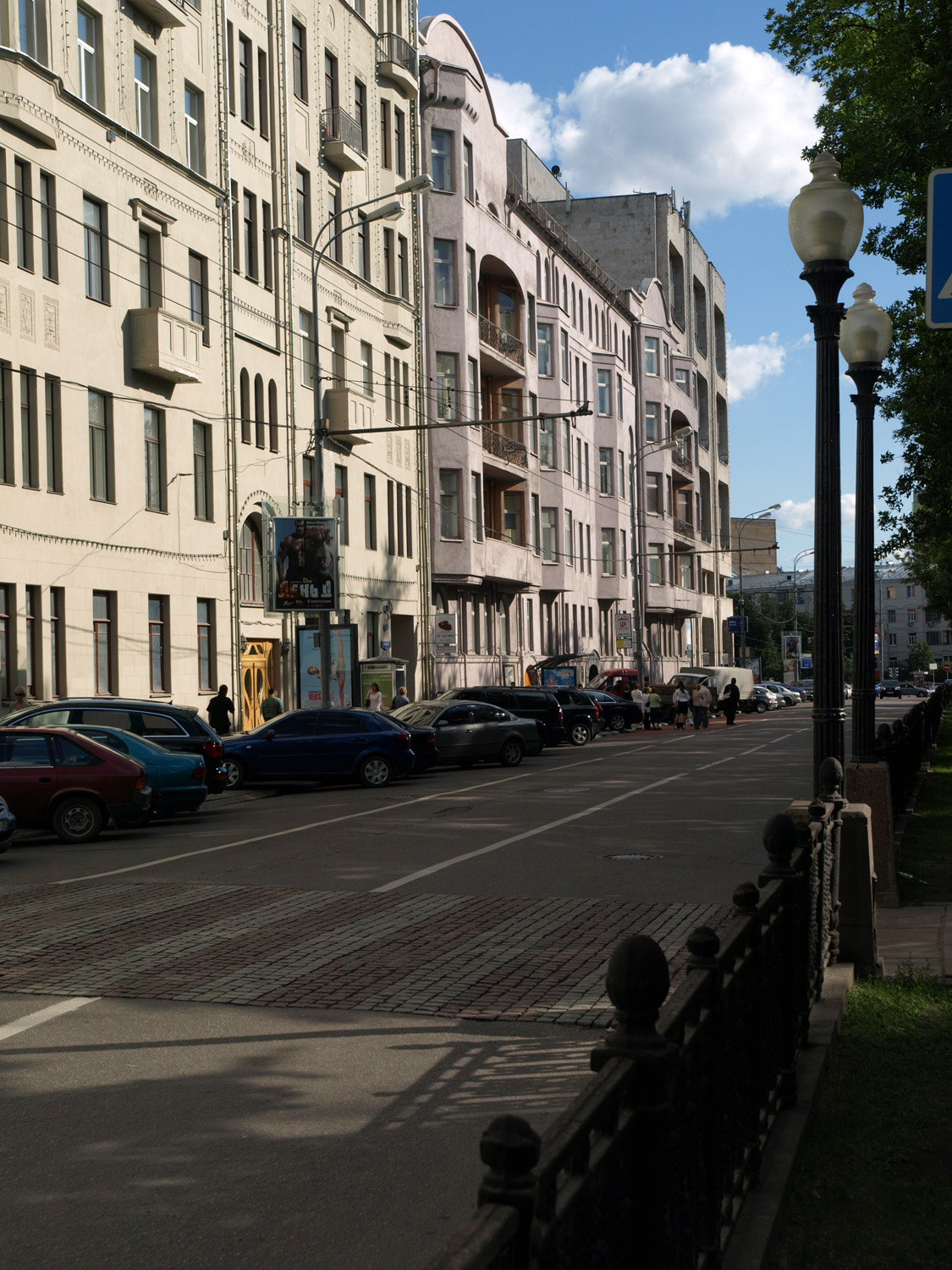
特维尔大道

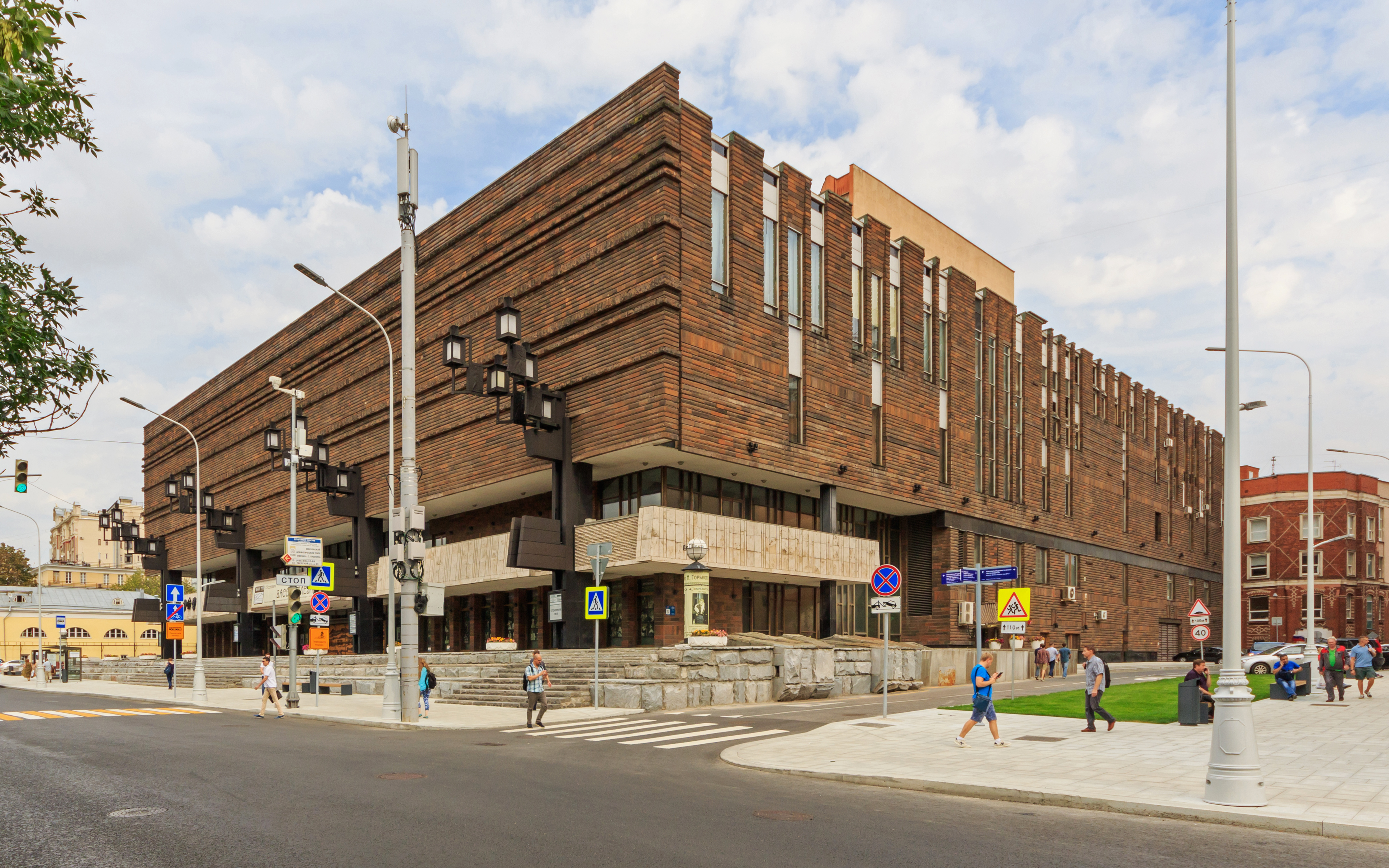
莫斯科艺术剧院

特维尔大道（俄语：Тверской бульвар）是莫斯科市中心的主要交通要道之一。它是莫斯科林荫环路的一部分，开始于尼基茨基大道，结束于普希金广场和特维尔大街，莫斯科最繁忙的地方之一。
特维尔大道是“白城”历史街区的是第一条大道。这一区域环绕着建于15世纪末的白色石墙，于17世纪末拆除，改建为几段林荫大道，共同形成了林荫环路。风景如画的特维尔大道是莫斯科最古老的林荫大道，立刻成为上流社会人士所钟爱的散步地点，成为莫斯科贵族的“绿色俱乐部”。
1812年十月，法国士兵在这里搭起帐篷，林荫大道的外观发生了巨大变化。他们在灯柱上吊死涉嫌纵火的莫斯科人，树木被砍伐当柴烧。法国人撤退后，因开辟一些新的林荫大道，特维尔大道出现了一些竞争对手。 尽管如此，它仍然更受欢迎，人们往往会简单地说“大道”，专指特维尔大道。 
在革命前，这条大道和普希金剧院对面的咖啡馆是莫斯科的艺术家们最喜欢的聚会场所。
在11号有一座建于19世纪上半叶的房子。从1889年至1928年这是伟大的女演员Maria Yermolova的住所。
25号是一座美丽的黄色和白色的住宅。1812年，赫尔岑在这里诞生。1920年这座房子移交给作家协会，并成为全国的文学中心。叶赛宁和马雅可夫斯基在此阅读。
许多俄罗斯作家在他们的著作中描述特维尔大道，例如托尔斯泰、契诃夫、伊万·布宁、普希金和布尔加科夫。这一地区是莫斯科的文化中心之一，这里有很多的博物馆，剧院和画廊。1995年，大道中心立起了谢尔盖·叶赛宁雕像。